# La Villarroel
La Villarroel és el nom actual d'un espai teatral obert l'any 1972 que fou conegut des de sempre com la Sala Villarroel. És al carrer Villarroel, núm. 87, de Barcelona, en el local que havia estat la sala teatral de la parròquia de Sant Josep Oriol.
Àngel Alonso i Rafael GIl –després substituït per Adolf Bras–, Alfonso Guirao i José Antonio Ortega van ser els empresaris i gestors culturals que van tirar endavant el projecte inicial del primer teatre autogestionat de Barcelona, per donar espai als nous llenguatges, amb una programació en català i en castellà lluny del teatre comercial. Hi van actuar companyies com A Comuna de Lisboa, Pigeon Drop, Plan K, Esperpento de Sevilla o The Dublin Players. I també els Comediants, amb els espectacles Non Plus Plis, o Catacrocː una companyia que assajaria a la Sala les seves obres fins al seu trasllat a Canet de Mar. En aquella primera època, en què la sala teatral també acollia actes polítics i recitals musicals, s'hi representarien obres com La sangre y la cenizaː Miguel Servet, d'Alfonso Sastre, o Quejío, de Salvador Távora i la companyia La Cuadra de Sevilla. També hi representà Dagoll Dagom, dirigida per Joan Ollé, la seva primera obraː Yo era un tonto y lo que he visto me ha hecho dos tontos.
Des de la seva creació s'hi han estrenat més de 250 espectacles, la gran majoria en català i d'autors catalans, 21 obres de producció estrangera i més de 50 recitals de cançó. Pel seu escenari han passat companyies com: Comediants, Dagoll Dagom, Tricicle, La Gàbia de Vic, Teatro Fronterizo, Vol-Ras, Pepe Rubianes, La Claca, La Cuadra de Sevilla, Tábano, Esperpento de Sevilla, Ditirambo, Teatro del Mediodía, Geroa, Teatro Libre de Madrid, T de Teatre… I intèrprets com Ovidi Montllor, Quico Pi de la Serra, Gallinero, Luis Pastor, Companyia Elèctrica Dharma, Quintín Cabrera, José Meneses, Carlos Cano, Pere Tàpies, Amancio Prada, Faemino y Cansado, Charo López, Miguel Gila, Carles Alberola, Karra Elejalde, La Zaranda Teatro, Philippe Genty, Paz Padilla, Natalia Dicenta, Manuel Galiana, Emma Vilarasau, Ferran Rañé, Amparo Moreno, Nina, Pep Anton Muñoz, Vicky Peña, Montserrat Carulla, Àlex Casanovas, Rafael Álvarez "El Brujo", Raimon, Sergi Mateu, Mercè Arànega, Juanjo Puigcorbé…
El 1987 el teatre renovà la seva fesomia i també el nom. A partir d'aleshores fou Villarroel Teatre. Amb la reforma de 2007 la sala passà a permetre una disposició de teatre a la italiana, amb un aforament de 351 espectadors, o amb escenari central, i 391 espectadors d'aforament; aleshores tornà a modificar el nom, que passà altre cop a ser La Villarroel.
La gestió de la sala, des de la mort d'Adolf Bras, al 2002, és de la companyia Focus. La directora artística és Tania Brenlle, després d'haver-ho estat anteriorment Javier Daulte, Carol López i Borja Sitjà.